# C.V. France
Charles Vernon France (30 de junio de 1868 — 13 de abril de 1949), usualmente acreditado como C. V. France, fue un actor teatral y cinematográfico de nacionalidad británica.

## Biografía
Nacido en Bradford, Inglaterra, debutó como actor teatral, actividad que conservó a lo largo de toda su carrera, actuando principalmente en teatros en Londres. Entre los actores con los que coincidió en escena se puede mencionar a Edmund Gwenn, Reginald Owen, Margaret Rutherford o Nora Swinburne.
Actuó por vez primera en el cine en un corto mudo estrenado en 1910, adaptación de la obra El pájaro azul, de Maurice Maeterlinck, y en el que actuaba con Edward Rigby. Tras una segunda cinta en 1924, rodó episódicamente desde 1929 a 1944, con un total de veintiséis producciones hasta su retiro, casi todas ellas de nacionalidad británica.
C.V. France falleció en Gerrards Cross, Inglaterra, en 1949.

## Selección de su trabajo teatral
- 1904-1905 : Les Trois Filles de Monsieur Dupont, de Eugène Brieux
- 1906-1907 : Les Hannetons, de Eugène Brieux, con Edmund Gwenn
- 1906-1907 : The Morals of Marcus, de William John Locke, con Aubrey Smith
- 1907-1908 : The Breaking Point, de Edward Garnett
- 1910 : El pájaro azul, de Maurice Maeterlinck, con Edward Rigby
- 1910-1911 : All That Matters, de Charles McEvoy
- 1911 : Lady Patricia, de Rudolf Besier
- 1912 : At the Barn, de Anthony P. Wharton
- 1912-1913 : Elizabeth Cooper, de George Moore, con Reginald Owen
- 1913-1914 : Mary Goes First, de Henry Arthur Jones
- 1914 : The Land of Promise, de William Somerset Maugham
- 1915-1916 : Mavourneen, de Louis N. Parker, con Reginald Owen
- 1917-1918 : The Freaks, de Arthur Wing Pinero, con Isobel Elsom y Leslie Howard
- 1920-1921 : The Heart of a Child, de Gilbert Frankau
- 1922-1923 : East of Suez, de William Somerset Maugham, con Basil Rathbone
- 1926 : The Best People de David Gray y Avery Hopwood, con Ian Hunter y Nora Swinburne
- 1931-1932 : Waltzes of Vienna, opereta a partir de temas de Johann Strauss (hijo)
- 1936 : Till the Cows Come Home, de Geoffrey Kerr, con Leslie Banks
- 1937-1938 : Bílá nemoc, de Karel Čapek, con Felix Aylmer, Oscar Homolka y Torin Thatcher
- 1940 : Rebecca, adaptación de la novela de Daphne du Maurier, con Celia Johnson y Margaret Rutherford

## Filmografía completa
| - 1910 : The Blue Bird, corto - 1924 : Eugene Aram, de Arthur Rooke - 1929 : The Burgomaster of Stilemonde, de George J. Banfield - 1930 : The Loves of Robert Burns, de Herbert Wilcox - 1931 : The Skin Game, de Alfred Hitchcock - 1931 : Black Coffee, de Leslie S. Hiscott - 1931 : These Charming People, de Louis Mercanton - 1932 : A Night Like This, de Tom Walls - 1934 : Lord Edgware Dies, de Henry Edwards - 1935 : Royal Cavalcade, de Herbert Brenon, Marcel Varnel y otros - 1935 : Scrooge, de Henry Edwards - 1936 : Broken Blossoms, de John Brahm - 1936 : Tudor Rose, de Robert Stevenson | - 1936 : Crime Over London, de Alfred Zeisler - 1937 : Victoria the Great, de Herbert Wilcox - 1938 : A Yank at Oxford, de Jack Conway - 1938 : The Ware Case, de Robert Stevenson - 1938 : If I Were King, de Frank Lloyd - 1938 : Strange Boarders, de Herbert Mason - 1939 : Cheers Boy Cheer, de Walter Forde - 1940 : Night Train to Munich'', de Carol Reed - 1940 : Ten Days in Paris'', de Tim Whelan - 1942 : Went the Day Well?, de Alberto Cavalcanti - 1942 : Breach of Promise, de Harold Huth y Roland Pertwee - 1944 : The Halfway House, de Basil Dearden - 1944 : It Happened One Sunday, de Karel Lamač |